# Zmajan
Zmajan (italsky Smolan) je malý neobydlený ostrov v Jaderském moři. Je součástí Chorvatska, leží v Šibenicko-kninské župě a je součástí Šibenického souostroví. Ostrov je trvale opuštěný, je navštěvován pouze během turistické sezóny. Okolo ostrova se nachází mnoho malých zátok, jako jsou Bok, Grcalj, Pegar, Podoštrica, Smetnja, Zaklošćica a Zaražanj. Dříve byl ostrov využíván k pěstování vinné révy, oliv a fíků.
Většími sousedními ostrovy jsou Kaprije, Obonjan, Tijat a Zlarin. Dále se kolem Kakanu nacházejí další malé ostrůvky, jako jsou Bavljenac, Galebinjak a Kraljak.